# Аполіпропротеїн CII
Аполіпропротеїн C-II (англ. Apolipoprotein C2) – білок, який кодується геном APOC2, розташованим у людей на короткому плечі 19-ї хромосоми.  Довжина поліпептидного ланцюга білка становить 101 амінокислот, а молекулярна маса — 11 284.
| 10         |  | 20         |  | 30         |  | 40         |  | 50         |
| ---------- |  | ---------- |  | ---------- |  | ---------- |  | ---------- |
| MGTRLLPALF |  | LVLLVLGFEV |  | QGTQQPQQDE |  | MPSPTFLTQV |  | KESLSSYWES |
| AKTAAQNLYE |  | KTYLPAVDEK |  | LRDLYSKSTA |  | AMSTYTGIFT |  | DQVLSVLKGE |
| E          |  |            |  |            |  |            |  |            |

A: Аланін

D: Аспарагінова кислота

E: Глутамінова кислота

F: Фенілаланін

G: Гліцин

I: Ізолейцин

K: Лізин

L: Лейцин

M: Метіонін

N: Аспарагін

P: Пролін

Q: Глутамін

R: Аргінін

S: Серин

T: Треонін

V: Валін

W: Триптофан

Задіяний у таких біологічних процесах як метаболізм ліпідів, транспорт, транспорт ліпідів, деградація ліпідів. 
Білок має сайт для зв'язування з сіаловими кислотами. 
Секретований назовні.